# Денисово (Шарьинский район)
Денисово — деревня в Шарьинском районе Костромской области России, входит в Шангское сельское поселение.

## География
Деревня расположена на востоке региона, в правобережье Ветлуги в 23 км к северу от Шарьи и в 280 км к северо-востоку от Костромы.

## История
Согласно Закону Костромской области от 30 декабря 2004 года № 237-ЗКО Денисово вошло в образованное муниципальное образование Пищёвское сельское поселение.
22 июня 2010 года в соответствии с Законом Костромской области № 626-4-ЗКО Денисово из упразднённого Пищёвского сельского поселения вошло в состав Шангского сельского поселения.

## Население
| 2008 | 2010 | 2014 |
| ---- | ---- | ---- |
| 3    | →3   | →3   |

## Транспорт
Главная дорога селения — ул. Центральная, ведущая на северо-восток к расположенным поблизости деревням Минино и Пищёвка.